# Fernando Da Cruz
Fernando Da Cruz (nacido el 25 de marzo de 1972 en Francia) es un exfutbolista y entrenador francés.

## Biografía
Fernando Da Cruz fue el capitán del equipo francés de fútbol sala entre 1998 y 2006, jugando un total de 55 partidos.
En 2012, comenzó a trabajar como director del centro de formación y entrenador asistente en el Royal Mouscron-Péruwelz.
En diciembre de 2014, fue nombrado entrenador interino del primer equipo, sustituyendo a Rachid Chihab. Aunque sólo sumó 3 puntos de 27 (una victoria en 9 partidos), logró salvar del descenso al conjunto belga en un contexto muy difícil (rechazo de la federación belga para otorgar la licencia al club y cerca de una declaración de quiebra). Al término de la temporada, regresó al centro de formación.
En febrero de 2016, se incorporó al Lille OSC como coordinador deportivo. Sin embargo, en noviembre de 2017, a raíz de la suspensión de Marcelo Bielsa del puesto de entrenador, se integró en la comisión técnica formada para hacerse cargo del primer equipo. Él y sus compañeros dirigieron al conjunto francés durante un mes, hasta la pausa invernal del campeonato, antes de llegada de Christophe Galtier.

## Clubes como entrenador
| Club                    | País    | Año         | P  | PG | PE | PP | % v.   |
| ----------------------- | ------- | ----------- | -- | -- | -- | -- | ------ |
| Royal Mouscron-Péruwelz | Bélgica | 2014 - 2015 | 14 | 4  | 0  | 10 | 28.57% |
| Lille OSC               | Francia | 2017        | 7  | 2  | 2  | 3  | 38.1%  |
| Total                   | Total   | Total       | 21 | 6  | 2  | 13 | 31.74% |